# Ana Kucinski
Ana Rosa Kucinski Silva (São Paulo, 12 de gener de 1942 – 22 d'abril de 1974) va ser una professora de química i militant social i política brasilera. Membre de l'Aliança Libertadora Nacional (ALN), una organització d'extrema esquerra que va combatre la dictadura militar brasilera, va desaparèixer juntament amb Wilson Silva, el seu marit, a l'edat de 32 anys el 1974.